# Insurgencia de las Fuerzas Democráticas Aliadas
La insurgencia de las Fuerzas Democráticas Aliadas (FDA) se refiere a la rebelión de las autodenominadas Fuerzas Democráticas Aliadas de Uganda y la República Democrática del Congo (RDC) contra los gobiernos de estos dos países. La insurgencia comenzó en 1996 y se intensificó en 2013, dando como resultado miles de muertes. La FDA es conocida actualmente por controlar un número de campamentos ocultos que sirven como hogar para un total de aproximadamente 2000 personas. En aquellos campamentos, la FDA opera como un proto-estado, contando con un servicio de seguridad interna, una prisión, un centro de atención de salud, un orfanato e incluso escuelas para niños y niñas.

## Antecedentes
Las FDA fueron fundadas por Jamil Mukulu, un ultra conservador musulmán ugandés, perteneciente al grupo Tablighi Jamaat. Mukulu nació como David Steven y fue bautizado como católico, más adelante se convirtió al islam, adoptando un nombre musulmán y radicalizándose. Al parecer pasó la década de 1990 en Jartum, Sudán y entró en contacto personal con Osama bin Laden.
El FDA se fusionó con los restos de otro grupo rebelde, el Ejército Nacional de Liberación de Uganda (ENLU), durante los años siguientes a la caída de Idi Amin. La meta inicial del FDA-ENLU fue derrocar el gobierno de Yoweri Museveni que era presidente de Uganda, sustituyéndolo por un estado fundamentalista islámico. El grupo pasó a reclutar a exoficiales del ejército ugandés, así como a voluntarios de Tanzania y Somalia. Financiado por la minería ilegal y el registro de industrias de la RDC, las FDA crearon 15 campamentos bien organizados en las montañas de Rowezori, situados en las zonas fronterizas de la RDC y Uganda. La insurgencia seguía siendo considerada pequeña por el ejército del gobierno.
Según fuentes de inteligencia, las FDA ha estado colaborado con Al-Shabaab y el Ejército de Resistencia del Señor (ERS). Recibe entrenamiento y apoyo logístico, con limitada participación directa por parte al-Shabaab. Otros supuestos patrocinadores de la facción incluyen políticos islamistas de nacionalidad sudanesa como Hassan al-Turabi y el expresidente de la RDC Mobutu Sese Seko.
Formado en 1989, las FDA llevó a cabo sus primeros ataques en 1995. El conflicto se intensificó gradualmente, culminando en el ataque de Kichwamba Technical College en 1998, que dejó 80 muertos, con 80 más secuestrados. En 2002, la presión continua del ejército ugandés obligó a las FDA a reubicar la mayor parte de sus actividades en la vecina RDC. La insurgencia continuó en menor escala hasta 2013, que marcó su resurgimiento, el grupo lanzó una campaña de reclutamiento junto con numerosos ataques.

## Línea del tiempo

### Años 1990

#### 1996
- Las FDA hizo su primer gran ataque el 13 de noviembre de 1996 en la ciudad de Bwera y Mpondwe-Lhubiriha en el distrito de Kasese, Uganda. Aproximadamente 50 personas murieron en el ataque. 25.000 personas huyeron de las ciudades, antes de que fueran capturados por las tropas de Uganda.[6][7]

#### 1998
- 20 de febrero: Las FDA secuestraron a 30 niños, a raíz de un ataque contra un colegio Adventista del séptimo día en Mitandi, distrito de Kasese.[1]
- 4 de abril: 5 personas murieron y al menos 6 fueron heridas, cuando explotaron unas bombas en 2 restaurantes en Kampala.[8]
- 8 de junio: Las FDA asesinaron a 80 estudiantes del Colegio Técnico de Kichwamba en Distrito de Kabarole, Uganda. 80 estudiantes fueron secuestrados en el ataque mismo.[8]
- En junio: rebeldes de las FDA secuestraron a más de l00 alumnos de una escuela en Hoima, Uganda.[8]
- En agosto: 30 personas murieron en 3 atentados de bus separados, perpetrados por el FDA.[8]

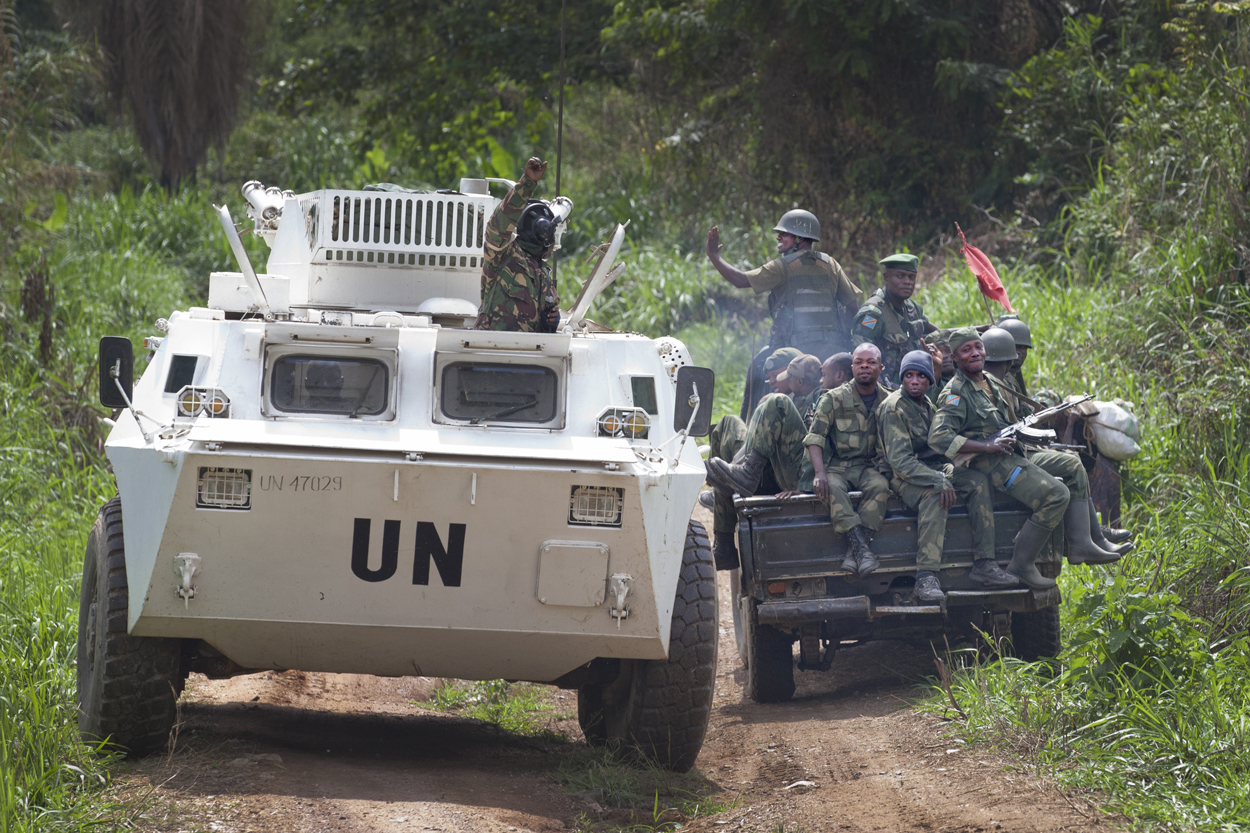
Una patrulla conjunta de la MONUSCO y el ejército congoleño durante una operación anti FDA

#### 1999
- 10 de abril: 30 de mayo: Las FDA realizó 7 ataques, dando como resultado 11 muertos y 42 heridos.[1]
- 9 de diciembre: Las FDA atacó el centro penitenciario de Katojo, liberando a 360 presos por terrorismo.[1]

### Años 2000

#### 2007-2008
- Durante marzo de 2007: El ERS participó junto a grupos de las FDA en varios tiroteos, matando a por lo menos 46 personas en los distritos de Bundibugyo y Mubende. La batalla más grande ocurrió el 27 de marzo, cuando el FDA mató a 34 personas, entre ellos 3 altos comandantes. La FDPU afirmó que había obtenido numerosos armas, así como los documentos de combate de las FDA.[9]
- 13 de abril de 2007: El UPDF y las FDA tuvieron una intensa batalla en el parque nacional de Semuliki, cerca el exclusivo destino turístico de Semliki Lodge.[3]
- 4 de diciembre de 2007: 200 militantes de las FDA y NALU se entregaron a las autoridades ugandesas.[1]
- Las conversaciones de cese al fuego y la amnistía entre el gobierno de Uganda y las FDA se llevaron a cabo en Nairobi en mayo de 2008. Las negociaciones fueron complicadas por la fragmentación del liderazgo de la FDA. Dependientes de no combatientes de las FDA fueron repatriados a Uganda por la OIM. Al menos 48 combatientes de las FDA se rindieron y recibieron Amnistía. Como disminuyó la amenaza del LRA en la RDC, el UPDF puso importancia cada vez mayor en el FDA.[10]

### Años 2010

#### 2012
- Entre febrero y marzo de 2012: Más de 60 insurgentes de las FDA fueron detenidos dentro de Uganda.[11]

#### 2013
- 24 de enero: Los insurgentes torturaron y ejecutaron a 13 personas que anteriormente habían secuestrado en Oïcha, Kivu del Norte.[12]
- Abril: Se informó que FDA había empezando una campaña de reclutamiento en Kampala y el resto de Uganda, 10 personas se reclutaban a las FDA cada día.[5]
- Julio: FDA y ENLU comenzaron combates contra las fuerzas congoleñas en Beni.[13] El 11 de julio, las FDA ataca la ciudad de Kamango, provocando la huida de 60.000 refugiados hacia Uganda.[14]

- Septiembre: Los líderes de Conferencia Internacional de la Región de los Grandes Lagos (CIRGL) pidieron a la Brigada de Intervención de la Fuerza de las Naciones Unidas que atacará posiciones de fuerzas extranjeras que operaban en la RDC, incluida las FDA.[15]

- 23 de septiembre: 3 personas mueren en un ataque de las  FDA en Watalinga, Kivu del Norte, RDC.[15]
- 27 de septiembre: FDA mata a 5 personas y secuestra a otras 30 en un ataque a un hospital en Maleki, RDC.[16]
- 23 de octubre: Las guerrillas de FDA secuestran a 26 personas de la aldea de Upira, Kivu del Norte, y las llevan a los bastiones rebeldes Makembi y Chuchubo.[17]
- 14 de diciembre: 13 personas mueren por un ataque de las FDA en la aldea de Musuku, Uganda.[18]
- 15 de diciembre: Las FDA mata a 8 personas en la aldea de Biangolo, Uganda.[18]
- 25 de diciembre: Las FDA ataca la aldea la ciudad de Kamango, RDC. Dejando 50 muertes civiles y varios edificios fueron incendiados. El ejército congoleño retomaría la ciudad al día siguiente.[19]
- 29 de diciembre: Las FDA lanza otro ataque hacia Kamango. Decapitando a 21 civiles. Los ciudadanos huyeron hacia Uganda.[19]

#### 2014
- 14 de enero: El ejército congoleño expulsa de la ciudad de Beni a las FDA. Con ayuda de la Brigada de intervención de la ONU.[19]
- 23 de marzo: Helicópteros sudafricanos atacan por primera vez a rebeldes de FDA en apoyo a la Operación Sukola 1.[20]
- Entre el 5 y 8 de octubre: Las FDA había matado a 15 personas en Kivu del Norte, RDC.[21]
- 15 de octubre: Las FDA mataron a 27 personas en un ataque a aldeas ubicadas en las afueras de Beni.[21]
- 18 de octubre: Los de las FDA mataron a más de 20 personas en un ataque a la aldea de Byalos, RDC.[21]
- 31 de octubre: Una multitud mató a pedradas, quemó y luego se comió a un presunto insurgente de las FDA en Beni. El incidente se produjo después de una serie de redadas del grupo insurgente, que elevaron el número de muertos en octubre a más de 100.[22]
- 20 de noviembre: Insurgentes disfrazados de soldados congoleños mataron entre 50 y 80 personas cerca de Beni.[23]
- 8 de diciembre: Rebeldes mataron a tiros a 36 civiles cerca de Beni.[24]
- 26 de diciembre: Un ataque de las FDA provocó la muerte de 11 personas en la aldea de Ndumi, en Ituri, RDC.[25]

#### 2015
- 4 de enero: Una ofensiva de la MONUSCO y las fuerzas congoleñas obligó a los militantes de las FDA a abandonar la aldea de Mavure, en Kivu del Norte. Un rebelde murió cuando las fuerzas congoleñas le incautaron grandes cantidades de drogas.[26]
- 5 de febrero: Los de las FDA llevaron a cabo un ataque nocturno en Beni, matando a 23 personas e hiriendo a una.[27]
- 9 de marzo: Rebeldes mataron a un civil e hirieron a otros 2 en el puente Semliki, en Kivu del Norte.[28]
- 15 de abril: Un ataque de las FDA contra las aldeas de Matiba y Kinzika, en Beni-Mbau, RDC, causa la muerte de 18 civiles.[29]
- 23 de abril: Los rebeldes masacraron a 5 civiles en la aldea de Kalongo, al noroeste de Oïcha.[30]
- 30 de abril: El líder de las FDA, Jamil Mukulu, había sido arrestado en Tanzania.[31]
- 8 de mayo: Guerrilleros de las FDA atacaron la ciudad de Mulekere, Kivu del Norte. 7 personas murieron en el ataque.[32]
- Principios de diciembre: Las FDA se apoderó de una base de la MONUSCO en Kivu del Norte y mataron a un soldado de la ONU Malauí al hacerlo. Las fuerzas sudafricanas de la ONU más tarde volvieron a tomar la base con helicópteros.[33]

#### 2016
- 9 de febrero: 13 civiles murieron a manos de los rebeldes en la aldea de Ntombi, RDC.[34]
- 20 de marzo: Un sacerdote es asesinado y su conductor y un niño fueron heridos en un automóvil gracias a un ataque de FDA.[35]
- Principios de mayo: Insurgentes de las FDA mataron a machetazos al menos a 16 civiles al este de la RDC.[36]
- En julio: 9 personas fueron matadas a machetazos en un ataque de las FDA en una aldea al norte de Beni.[37]
- Se culpa al FDA de causar la Masacre de Beni el 14 de agosto, que causó entre 64 y 101 muertos.

#### 2017
- 7 de octubre: combatientes de las FDA tienden una emboscada a un grupo de funcionarios estatales cerca de Beni, matando a 22 personas.[38]
- 8 de octubre: el FDA ataca una base de la ONU en Goma, matan a 2 y hieren a 12.[38]
- 8 de diciembre: cientos de insurgentes de las FDA lanzan un ataque contra una base de la ONU en la provincia de Kivu del Norte, matando al menos a 15 efectivos de mantenimiento de la paz de la ONU y 5 soldados congoleños en un tiroteo que duró horas. 72 insurgentes también mueren en el tiroteo.[39]

#### 2018
- 15 de enero: 3 soldados de la RDC murieron mientras repelían un ataque en la región oriental de Beni por parte de rebeldes de las FDA. Otros 5 resultaron heridos.[40]
- 2 de febrero: 3 personas murieron en un ataque de rebeldes de las FDA que también saquearon un hospital en el este de la RDC.[41]
- 3 de marzo: 6 personas murieron a tiros y otra fue asesinada a puñaladas en una redada de los rebeldes de las FDA en la aldea de Eringeti en la provincia de Kivu del Norte de la RDC.[42]
- 5-6 de marzo: 20 personas murieron en varios ataques de las FDA en la provincia de Kivu del Norte en la RDC. Más de 15 personas más fueron reportadas como desaparecidas después de los ataques y probablemente secuestradas por los atacantes.[43]
- 8 de septiembre: Muhammad Kirumira, ex comisionado de policía del distrito de Buyende en la RDC, es abatido a tiros por varios asesinos. Una amiga de Kirumira también muere en el ataque. En 2019, las autoridades congoleñas relacionan el ataque con las FDA y arrestan a 2 sospechosos. Un tercer sospechoso muere en un tiroteo con la policía el 28 de septiembre.[44]
- 4 de octubre: Militantes de las FDA atacaron un puesto de avanzada del ejército en Beni, RDC, matando al menos a 6 personas.[45]
- 3 de noviembre: Los rebeldes de las FDA mataron al menos a 7 personas y secuestraron a otras 15, incluidos 10 niños, en redadas y ataques en la provincia de Kivu del Norte de la RDC.
- 16 de noviembre: Una emboscada de las FDA cerca de Beni deja 8 miembros del personal de mantenimiento de la paz de la ONU y 12 soldados congoleños muertos y 10 miembros del personal de mantenimiento de la paz heridos. Además, sigue desaparecido un agente de mantenimiento de la paz.[46]
- 22 de noviembre: Rebeldes no identificados, presuntamente militantes de las FDA, abren fuego contra un helicóptero de la ONU cerca de la frontera con Uganda en el este de la RDC. Las fuerzas de la ONU devuelven el fuego antes de retirarse a la base. Aunque el helicóptero está dañado, no se registran víctimas.[47]
- 27 de noviembre: Militantes de las FDA lanzan un asalto nocturno en Oïcha, RDC, matando a 6 civiles. Los soldados congoleños lograron repeler el asalto y mataron a un insurgente.[48]
- 11 de diciembre: Los insurgentes de las FDA eluden las unidades del ejército congoleño y lanzan un segundo ataque nocturno contra Oïcha, matando a 9 civiles y saqueando varias casas.[49]
- 23 de diciembre: Las fuerzas de las FDA atacan la aldea de Masiani, en las afueras de Beni, matando a 4 civiles y un soldado. 3 civiles resultan heridos.[50]
- 27 de diciembre: Manifestantes en Beni atacan un centro de detención médica para pacientes infectados con el virus del Ébola, queman 3 tiendas de campaña y saquean suministros. Las autoridades congoleñas culpan al FDA.[51]

#### 2019
- 7 de enero: Los insurgentes de las FDA lanzan un ataque contra un mercado en la aldea de Mavivi, al norte de Beni. 8 civiles (5 de ellos niños) mueren en el acto y al menos otros 2 mueren más tarde a causa de las heridas. Se saquean decenas de casas y granjas.[52]
- 9 de enero: Insurgentes de las FDA atacan un puesto de avanzada del ejército congoleño en Beni. 3 soldados congoleños y 7 civiles mueren en el tiroteo resultante. Otros 2 soldados congoleños resultan heridos.[53]
- 21 de enero: Insurgentes de las FDA atacan a soldados congoleños en la aldea de Mapou, en las afueras de Oïcha.[54]
- 24 de enero: 3 personas mueren y otras 2 resultan heridas en un ataque de emboscada de presuntos miembros de las FDA, en la provincia de Kivu del Norte, en una carretera que conducía a la ciudad de Beni, 4 vehículos resultaron dañados por balas.[55]
- 12 de febrero: Soldados congoleños atacan un campamento de las FDA en Mamove, a unos 50 kilómetros de Beni. 4 insurgentes mueren en el tiroteo resultante y 4 rehenes son rescatados. Los soldados congoleños también recuperan medicamentos que habían sido saqueados anteriormente por las FDA.[56]
- 8 de marzo: Un guardabosques es asesinado a tiros por asaltantes desconocidos en el parque nacional Virunga. Las autoridades congoleñas culpan a las FDA del asesinato.[57]
- 19 de marzo: Combatientes de las FDA, disfrazados de agentes de seguridad, se infiltran y atacan Kalau, una aldea de mayoría cristiana ubicada en las afueras de Beni. El asalto resultante de 4 horas mata a 6 civiles cristianos, incluido un niño de 9 meses, y obliga a otras 500 personas a huir de sus hogares.[58]
- 2 de abril: Las autoridades de Uganda informan que las FDA ha comenzado a establecer bases en la provincia de Cabo Delgado en Mozambique.
- 5 de abril: La turista estadounidense de 35 años Kimberly Sue Endicott y su guía nativo son secuestrados por un grupo de hombres armados en el parque nacional de la Reina Isabel, cerca de la frontera entre Uganda y la RDC. Endicott y su guía son liberados 2 días después de que las autoridades lleguen a un acuerdo con los secuestradores. Aunque los agresores no han sido identificados, tanto las autoridades de Uganda como las de Estados Unidos tienen fuertes sospechas de que las FDA están detrás del secuestro.[59]
- 29 de mayo: Presuntos combatientes de las FDA lanzan un asalto masivo contra los cuarteles del ejército congoleño y las fuerzas de mantenimiento de la paz de la ONU en la aldea de Ngite, cerca de Mavivi, RDC. Después de que los militantes capturan brevemente el cuartel, un contraataque conjunto de la ONU y el ejército congoleño inflige grandes pérdidas a las FDA, que se retira tras un intenso tiroteo. Al menos 26 insurgentes mueren en el tiroteo. Un pacificador sudafricano de la ONU es herido por un disparo en el pie. El Estado Islámico de Irak y el Levante se atribuye la responsabilidad del ataque.[60]
- 4 de junio: Combatientes de las FDA atacan una aldea en el noreste de Beni, RDC, en una zona de ébola. 13 civiles y 2 soldados congoleños mueren en el ataque y los militantes secuestran a una adolescente. Los soldados congoleños lograron repeler el asalto y mataron a un atacante. Los enfrentamientos se reanudan en el área más tarde en el día. EIIL nuevamente se atribuye la responsabilidad del ataque.[61]
- 7 de junio: Funcionarios de Ruanda, Uganda, Tanzania y la RDC se reúnen en Kinsasa para discutir una respuesta conjunta a la insurgencia de las FDA en Kivu del Norte.[62]
- 22 de julio: Militantes de las FDA atacan las ciudades de Eringeti y Oïcha, matando a un total de 12 civiles. 10 civiles, incluidos niños, son secuestrados. Ese mismo día, las FDA chocan con soldados congoleños en las ciudades de Mangboko y Masulukwed, resultando en 11 muertos. EIIL se atribuye la responsabilidad de los ataques.[63]
- 27 de agosto: Un importante ataque de las FDA contra Boga en la provincia de Ituri en la RDC resulta en el secuestro de 100 a 200 civiles y el saqueo de ganado, medicinas y alimentos. Los soldados congoleños se involucran en combate con los atacantes, pero no se reportan víctimas y hay informes contradictorios sobre la efectividad de la respuesta militar. El ataque dura unas 3 horas.[64]
- 5 de septiembre: Los soldados de Tanzania detienen un camión lleno de vacas con destino a la RDC, alegando que el envío fue organizado por partidarios de las FDA para proporcionar alimentos a los insurgentes en el Congo.[65]
- 14 de septiembre: Soldados congoleños repelen un presunto ataque de las FDA contra la ciudad de Kitchanga. El EIIL se atribuye la responsabilidad del asalto.[66]
- 31 de octubre: El ejército congoleño lanzó una ofensiva a gran escala contra las FDA en el territorio de Beni de la provincia de Kivu del Norte. Según el portavoz general Leon Richard Kasonga, "las fuerzas armadas de la RDC lanzaron operaciones a gran escala durante la noche del miércoles para erradicar todos los grupos armados nacionales y extranjeros que asolan el este del país y desestabilizan la región de los Grandes Lagos".[67] La operación la llevan a cabo las FARDC sin ningún apoyo extranjero. La atención se centra principalmente en las FDA, pero también se está atacando a otros grupos armados.[68]
- 13 de noviembre: Helicópteros ucranianos Mil Mi-24 operados por la MONUSCO realizan ataques aéreos contra un grupo insurgente de las FDA que ataca una base del ejército cerca del río Semliki. Los militantes se retiran a los bosques circundantes después de los ataques aéreos. No se reporta herido ningún personal de mantenimiento de la paz.[69]
- 15-16 de noviembre: Durante la noche, los insurgentes de las FDA atacan un barrio de Beni y saquean tiendas y viviendas. Al menos 15 civiles mueren, muchos de ellos con machete. Se cree que las FDA llevaron a cabo el ataque en respuesta a la renovada ofensiva del ejército congoleño.[70] Según las autoridades congoleñas, más de 40 civiles han muerto en tales ataques desde que el ejército congoleño inició una nueva ofensiva a principios de noviembre.[71]
- 30 de noviembre: Soldados congoleños matan a un comandante de alto rango de las FDA, Mouhamed Islam Mukubwa, durante un asalto en el bosque de Mapobu en el noreste de Kivu del Norte. Mukubwa fue descrito como uno de los 3 principales líderes de las FDA. Otro líder de alto rango de las FDA, Nasser Abdullayi Kikuku, también fue asesinado a principios de mes.[72]
- 6 de diciembre: Dos ataques de las FDA en las aldeas de Mantumbi y Kolokoko matan a 17 civiles, 2 de los cuales son decapitados con machete.[73]
- 10 de diciembre: Estados Unidos impone sanciones al líder de las FDA, Musa Baluku, y a otros 5 rebeldes islamistas congoleños.[74]

### Años 2020

#### 2020
- 13 de enero: 30 soldados congoleños mueren y 70 resultan heridos en una intensa batalla con militantes de las FDA en el campamento del cuartel general de las FDA, apodado "Madina", cerca de Beni. También se informa de la muerte de 40 insurgentes de las FDA, incluidos 5 altos comandantes. Sin embargo, el ejército congoleño captura el campamento, pero no logra detener al objetivo de la redada, el líder de las FDA, Musa Baluku.[75]
- 28 de enero: Militantes de las FDA matan a machetazos a 38 civiles en Oïcha.[76]
- 30 de enero: Militantes de las FDA matan a 21 civiles en 3 ataques separados contra Oïcha, Ache y Mandumbi.[76]
- 8 de febrero: Militantes de las FDA matan a 8 civiles y secuestran a otros 20 en Magina, cerca de Beni. Los militantes se retiran después de ser confrontados por la policía.[76]
- 9 de febrero: 60 combatientes de las FDA atacan la aldea de Makeke, RDC, y matan a 7 civiles. Los soldados congoleños y las fuerzas de paz de la ONU responden y persiguen a los militantes que huyen hacia el bosque. Después de ser acorralados, 40 combatientes de las FDA se rinden al ejército congoleño.[77]
- 17 de febrero: Un ataque de las FDA en Beni mata al menos a 8 civiles, un agente de inteligencia y un soldado congoleño.[78]
- 18 de febrero: Militantes de las FDA matan a 12 civiles e incendian varias casas en una aldea al este de Beni.[79]
- 19 de febrero: 5 civiles tomados como rehenes por las FDA son encontrados asesinados cerca del parque nacional Virunga.[80]
- 24-25 de febrero: Soldados congoleños e insurgentes de las FDA se enfrentan en 2 ocasiones en la aldea de Kadohu en Beni después de que las fuerzas del gobierno interceptaran a un grupo de asalto de las FDA. 7 combatientes de las FDA y 2 soldados congoleños mueren y un combatiente de las FDA es capturado.[81]
- 28 de febrero: El ejército congoleño publica una declaración en la que afirma haber expulsado a las FDA de su último bastión en la región de Beni.[82]
- 1 de marzo: Los combatientes de las FDA son acusados de matar a 24 civiles y 12 más en un ataque a un pueblo de la provincia de Ituri.[83]
- 9-25 de marzo: Enfrentamientos dispersos en el este del Congo matan a 14 soldados congoleños y 62 insurgentes de las FDA.[84]
- 20-24 de marzo: Intensos combates en las afueras de Beni matan a 12 soldados congoleños y 37 insurgentes de las FDA. Los oficiales militares congoleños informan que la influencia de las FDA en Kivu del Norte se ha reducido en un 80%.[85]
- 30 de marzo: las FDA liberan a 38 rehenes tras una escaramuza que dejó 2 civiles y un soldado congoleño muertos.[86]
- 6 de abril: Un ataque de las FDA contra la ciudad de Halungpa (a 46 kilómetros de Beni) mata a 6 civiles, incluido un niño.[87]
- 14 de abril: Un civil muere en un ataque de las FDA en Beni. El ejército congoleño repele el asalto en una escaramuza que deja muertos a 2 soldados y 5 insurgentes.[88]
- 24 de mayo: 9 civiles muertos en un ataque de las FDA en Beni, las FDA también quemaron varias casas. El ejército afirmó que mataron a 17 de los atacantes.[89]
- 25 de mayo: 17 civiles muertos en un FDA en la aldea de Makutano.
- 26 de mayo: Al menos 40 civiles murieron con machetes en un ataque de las FDA en una aldea en la provincia de Ituri. Las FDA también saquearon alimentos y objetos de valor en el ataque.[90]
- 16 de junio: 6 civiles murieron y 6 más desaparecieron en un ataque de las FDA a lo largo de la carretera Eringeti-Kainama en Kivu del Norte. Más de 60 casas también fueron incendiadas por las FDA en el ataque.[91]
- 19 de junio: 9 civiles fueron secuestrados y luego asesinados por las FDA.[92]
- 20 de junio: 10 civiles murieron cuando las FDA atacaron la aldea de Bukaka[92] y otros 10 más en la aldea de Biangolo.[93]
- 21 de junio: 10 civiles murieron cuando las FDA atacaron la aldea de Vukaka.[93]
- 22 de junio: Un pacificador indonesio de la ONU murió y otro resultó herido en un ataque a su patrulla. El ataque tuvo lugar en la ciudad de Makisabo cerca de la ciudad de Beni en la provincia de Kivu del Norte.[94]
- 22 de agosto: Las FDA mataron a 13 civiles durante las redadas en las aldeas de Kinziki-Matiba y Wikeno.[95]
- 8 de septiembre: Militantes de las FDA, que huían de la presión militar en Beni, asaltaron la aldea de Tshabi y mataron a 23 personas.[96]
- 10 de septiembre: Militantes de las FDA atacaron una vez más Tshabi en la provincia de Ituri, matando a 35 personas. Fue el segundo ataque a la ciudad en el territorio de Irumu en 2 días. Los terroristas asaltaron a civiles Con cuchillos y armas de fuego y destruyeron las aldeas.[96]
- 20 de septiembre: Los rebeldes de las FDA mataron a 10 civiles en la ciudad de Mbau.[97]
- 25 de septiembre: 11 cadáveres fueron encontrados en la ciudad de Mutuanga después de un ataque de las FDA en la noche.[98]
- 5 de octubre: 6 murieron cuando las FDA atacaron la ciudad de Mamove.[99]
- 5 de octubre: Las FDA y los Mai-Mai Kyandenga atacan a las tropas congoleñas en la localidad de Mamove y matan a 10 civiles.[100]
- 20 de octubre: 1.335 prisioneros fueron liberados cuando las FDA atacaron la prisión central de Kangbayi y un campo militar que le proporcionaba seguridad en Beni. EIIL se atribuye la responsabilidad.[101]
- 28-30 de octubre: 40 personas murieron en ataques de las FDA en las aldeas de Baeti y Lisasa. También secuestraron personas e incendiaron iglesias.
- 30 de octubre: 21 civiles murieron durante las redadas de las FDA en las aldeas de Kamwiri, Kitsimba y Lisasa. También fueron secuestrados 20 civiles y se prendió fuego a muchos edificios, incluida una iglesia católica.[102]
- 17 de noviembre: Se encontraron 29 cadáveres en el parque nacional Virunga tras ser asesinados por terroristas de las FDA.[103]
- 22 de diciembre: 4 civiles y 1 soldado murieron en un ataque contra Bulongo.
- 30 de diciembre: FDA captura la aldea de Loselose.[104]
- 31 de diciembre: 25 civiles fueron masacrados por las FDA en la víspera de Año Nuevo en el pueblo de Tingwe.[104]

#### 2021
- 1 de enero: el ejército de la RDC, apoyado por el personal de mantenimiento de la paz de la ONU, captura la aldea de Loseslose de las FDA. Dos soldados de la RDC y 14 milicianos de las FDA murieron durante los combates, y siete soldados de la RDC también resultaron heridos.[105]
- 4 de enero: 25 civiles fueron asesinados y varios más secuestrados por las FDA durante sus ataques contra las aldeas de Tingwe, Mwenda y Nzenga. El secretario general de las Naciones Unidas, António Guterres, volvió a pedir un alto el fuego mundial después de los asesinatos, y también instó a la RDC "a tomar medidas concretas para abordar los impulsores del conflicto en el este del país". Los líderes locales Bozy Sindiwako y Muvunga Kimwele dijeron que el ejército intervino demasiado tarde para hacer retroceder a los rebeldes. Los funcionarios de la RDC anunciaron que descubrieron 21 cuerpos que estaban "en estado de descomposición" en Loselose y Loulo.[106][107][108]
- 15 de enero: 3 soldados y 13 civiles murieron cuando presuntos militantes de las FDA atacaron la aldea de Ndalya, a 96 kilómetros al sur de la ciudad de Bunia en la provincia de Ituri.[109]
- 1 de marzo: 10 civiles murieron en 2 ataques diferentes de presuntos militantes de las FDA en el este de la RDC. 8 fueron asesinados en la aldea de Boyo y 2 más en la aldea de Kainama.[110]
- 31 de marzo: 23 civiles murieron en una aldea cercana a Beni.[111]
- 31 de mayo: 57 civiles murieron en campos de desplazados cerca de las ciudades de Boga y Tchabi en el este de la RDC, según la ONU.[112]
- 1 de julio: El embajador de los Estados Unidos en la RDC, Michael A. Hammer, anuncia que el gobierno de los Estados Unidos ayudará a entrenar a las fuerzas congoleñas y al intercambio de inteligencia.[113]

### 2024
- 28 de septiembre : la coalición de los ejércitos congoleño y ugandés neutralizó a más de 50 combatientes de las Fuerzas Democráticas Aliadas.[114]